# The Anchorage
The Anchorage – zatoka (kotwicowisko; anchorage) w kanadyjskiej prowincji Nowa Szkocja, w hrabstwie Shelburne, po zachodniej stronie zatoki Lockeport Harbour; nazwa urzędowo zatwierdzona 27 sierpnia 1975.